# 紫背鼠李
紫背鼠李（学名：Rhamnus subapetala）为鼠李科鼠李属下的一个种。